# Hubert Bray
Hubert Lewis Bray (* 1970) ist ein US-amerikanischer Mathematiker und Physiker, der sich mit Anwendung geometrischer Analysis auf die Allgemeine Relativitätstheorie und die globale Struktur von Raum-Zeiten befasst.
Bray ist der Enkel des Mathematikers Hubert Evelyn Bray (1889–1978). Sein Bruder Clark Bray ist ebenfalls Mathematiker. Bray studierte an der Rice University mit dem Bachelor-Abschluss in Mathematik und Physik 1992 und wurde 1997 an der Stanford University bei Richard Schoen promoviert (The Penrose Inequality in General Relativity and Volume Comparison Theorems Involving Scalar Curvature). Als Post-Doktorand war er an der Harvard University und 1997 bis 1999 Moore-Instructor am Massachusetts Institute of Technology (MIT). 1999 wurde er Assistant Professor und 2003 Associate Professor am MIT, 2003 Associate Professor an der Columbia University und 2004 an der Duke University, an der er 2004 eine volle Professur für Mathematik erhielt und seit 2011 zusätzlich Professor für Physik ist.
1999 bewies er die (Riemann)-Penrose-Ungleichung (1973) von Roger Penrose für Raum-Zeiten mit beliebiger Anzahl Schwarzer Löcher. Sie liefert eine untere Schranke der Masse abhängig von der Fläche der Ereignishorizonte der Schwarzen Löcher und lässt sich als geometrische Ungleichung in der Riemannschen Geometrie formulieren. Zuvor bewiesen 1997 Tom Ilmanen und Gerhard Huisken die Ungleichung für ein Schwarzes Loch. Ilmanen/Huisken einerseits und Bray andererseits benutzten dabei verschiedene differentialgeometrische Flüsse (Huisken/Ilmanen Flüsse die der inversen mittleren Krümmung folgen, bei Bray konforme Flüsse). Für den Fall allgemeinerer Raumzeiten ist das Problem offen.
In jüngster Zeit befasst er sich damit, die Struktur von Galaxien, zum Beispiel deren Spiralstruktur, als Folge von Wellen in der Dunklen Materie zu verstehen.
2002 war er Invited Speaker auf dem Internationalen Mathematikerkongress in Peking (Black holes and the Penrose inequality in general relativity). 2013 wurde er Fellow der American Mathematical Society.

## Schriften
- Black Holes, Geometric Flows, and the Penrose Inequality in General Relativity, Notices of the American Mathematical Society,  Band 49, 2002, Nr. 11, S. 1372–1381, Online
- Proof of the Riemannian Penrose Inequality Using the Positive Mass Theorem, Journal of Differential Geometry, Band 59, 2001, S. 177–267, Arxiv
- Geometric analysis, American Mathematical Society, Institute for Advanced Study, 2015, ISBN 1-4704-2313-8
- Surveys in geometric analysis and relativity, Somerville, Massachusetts : International Press : Higher Education Press, 2011, ISBN 1-57146-230-9